# Église réformée française de Königsberg

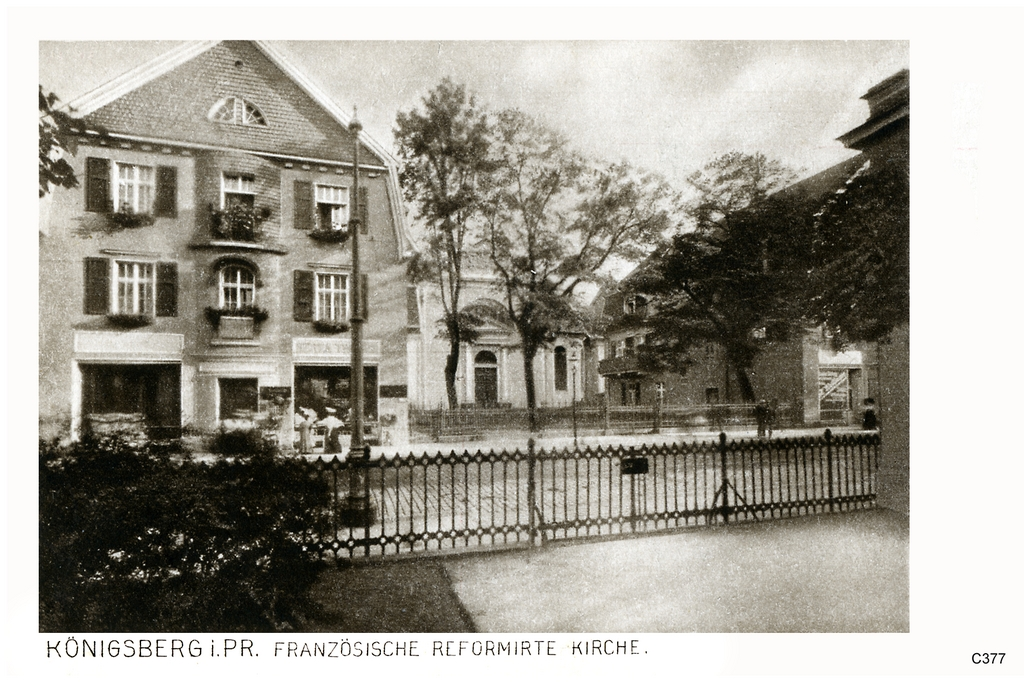
L’église réformée française de Königsberg sur une carte postale de 1919.

Pour les articles homonymes, voir Église française réformée .
L'église réformée française de Königsberg est lieu de culte protestant, situé à Königsberg et aujourd'hui disparu, qui abritait une communauté de huguenots français.

## Historique
Cet édifice aujourd’hui disparu en forme de décagone allongé sis au coin des rues Königsstrasse et Landhofmeisterstrasse a été construit de 1733 à 1736 par l’architecte Joachim Ludwig Schultheiß von Unfriedt pour les réfugiés huguenots français.
La tour de cette gracieuse construction rococo est toujours restée inachevée. Le temple comportait un espace central presque carré, entouré de piliers elliptiques et des allées. Un orgue y avait été installé en 1739. L’ancien cimetière français se trouvait derrière le temple.
Les sermons étaient toujours en langue française. Son prédicateur La Canal parvint à un accord avec le conseiller Prin sur une réduction des réparations de guerre de 20 à 12 millions de francs lors du traité de Tilsit de 1807.
À partir de 1817, le prêche commença à y être effectué en allemand tous les quatre dimanches. Après 1831, il ne fut plus en français que toutes les quatre semaines. En 1852, le prédicateur Louis Guillaume Daniel Detroit fut déposé pour avoir renié le Quicumque en chaire cinq ans auparavant.
Détruit au cours de la Seconde Guerre mondiale, le bâtiment ruiné fut arasé en 1967 pour construire un parking.

## Références

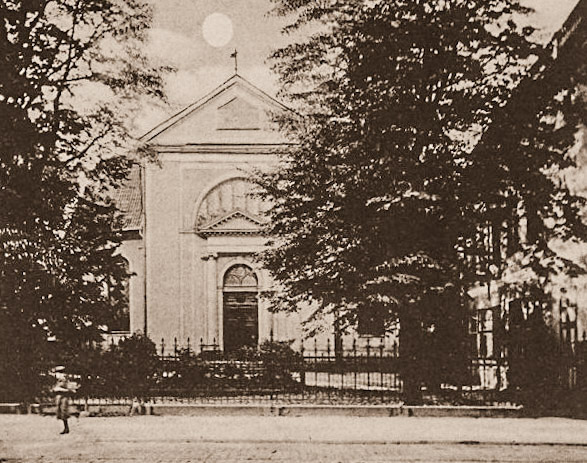
L’église réformée française de Königsberg en 1912.

## Sources
- (de) Cet article est partiellement ou en totalité issu de l’article de Wikipédia en allemand intitulé « Französisch-reformierte Kirche (Königsberg) » (voir la liste des auteurs).